# Anne Winters
Anne Christine Winters (Dallas, 3 de juny de 1994) és una actriu estatunidenca, és coneguda per la seva interpretació en les sèries de televisió Tyrant i 13 Reasons Why, en el paper de Chlöe Rice. També ha protagonitzat les pel·lícules Sand Castles (2014), Pass the Light (2015), The Bride He Bought Online (2015) i Mom and Dad (2017).

## Trajectòria
Winters va fer el seu debut cinematogràfic interpretant a Kathleen a la pel·lícula A Christmas Snow. Després va aparèixer a Cooper and the Castle Hill Gang. El 2013 va participar en la comèdia televisiva de Disney Channel Liv and Maddie com Kylie Kramer, apareixent en l'episodi «Steal-A-Rooney». Del 2013 al 2014, Winters va tenir un paper recurrent a la sèrie dramàtica d'American Broadcasting Company The Fosters.
El 2015 va aparèixer a la pel·lícula Pass the Light, dirigida per Malcolm Goodwin. També va actuar al telefilm The Bride He Bought Online, dirigit per Christine Conradt. Aquell mateix any va ser escollida per encarnar Vicki Roth a la sèrie de drama criminal Wicked City. Va protagonitzar al costat de Nicolas Cage i Selma Blair la pel·lícula Mom and Dad, dirigida per Brian Taylor.

## Filmografia

### Cinema
| Any  | Títol                            | Paper           | Notes        |
| ---- | -------------------------------- | --------------- | ------------ |
| 2009 | Gloria                           | Estudiant       | Curtmetratge |
| 2010 | A Christmas Snow                 | Kathleen        |              |
| 2011 | Cooper and the Castle Hills Gang | Lauren          |              |
| 2014 | Sand Castles                     | Lauren Daly     |              |
| 2014 | Fatal Instinct                   | Kelly Decker    |              |
| 2015 | Pass the Light                   | Gwen            |              |
| 2015 | The Bride He Bought Online       | Avery Lindstrom |              |
| 2016 | The Tribe                        | Sarah           |              |
| 2017 | #REALITYHIGH                     | Holly           |              |
| 2017 | Mom and Dad                      | Carly Ryan      |              |
| 2018 | Night School                     | Mila            |              |
| 2019 | Countdown                        | Courtney        |              |

### Televisió
| Any       | Títol            | Paper          | Notes                                           |
| --------- | ---------------- | -------------- | ----------------------------------------------- |
| 2013      | Liv and Maddie   | Kylie Kramer   | Episodi: «Steal-a-Rooney»                       |
| 2013-2014 | The Fosters      | Kelsey         | Temporada 1: 6 episodis                         |
| 2014-2016 | Tyrant           | Emma Al-Fayeed | Inici (temporada 1) i convidada (temporada 2-3) |
| 2015      | Wicked City      | Vicki Roth     | Inici                                           |
| 2016      | Cruel Intentions | Valerie York   | Elenc principal capítol pilot                   |
| 2017-2019 | Zac &amp; Mia    | Mia Phillips   | Elenc principal                                 |
| 2018-2020 | 13 Reasons Why   | Chlöe Rice     | Elenc recurrent (temporades 2 i4)               |
| 2019      | Grand Hotel      | Ingrid         | Elenc principal                                 |
| 2020      | The Orville      | Charly Burke   | Elenc principal (temporada 3)                   |